# IC 4533
IC 4533 ist eine Balken-Spiralgalaxie vom Hubble-Typ SBa im Sternbild Bärenhüter am Nordsternhimmel. Sie ist schätzungsweise 453 Millionen Lichtjahre von der Milchstraße entfernt.
Das Objekt wurde am 26. Juli 1895 von Stéphane Javelle entdeckt.